# Firenze palotáinak listája

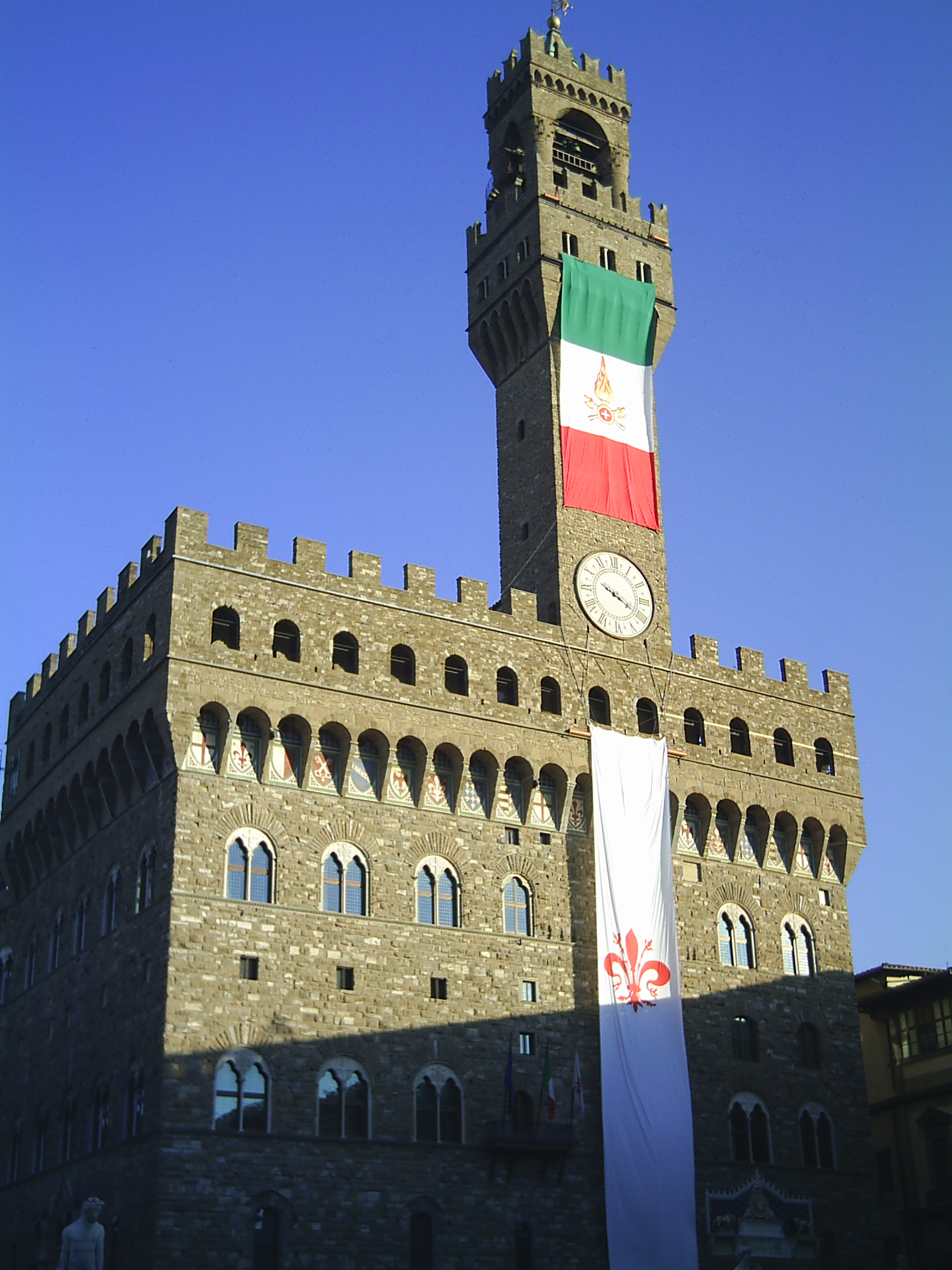
Palazzo Vecchio

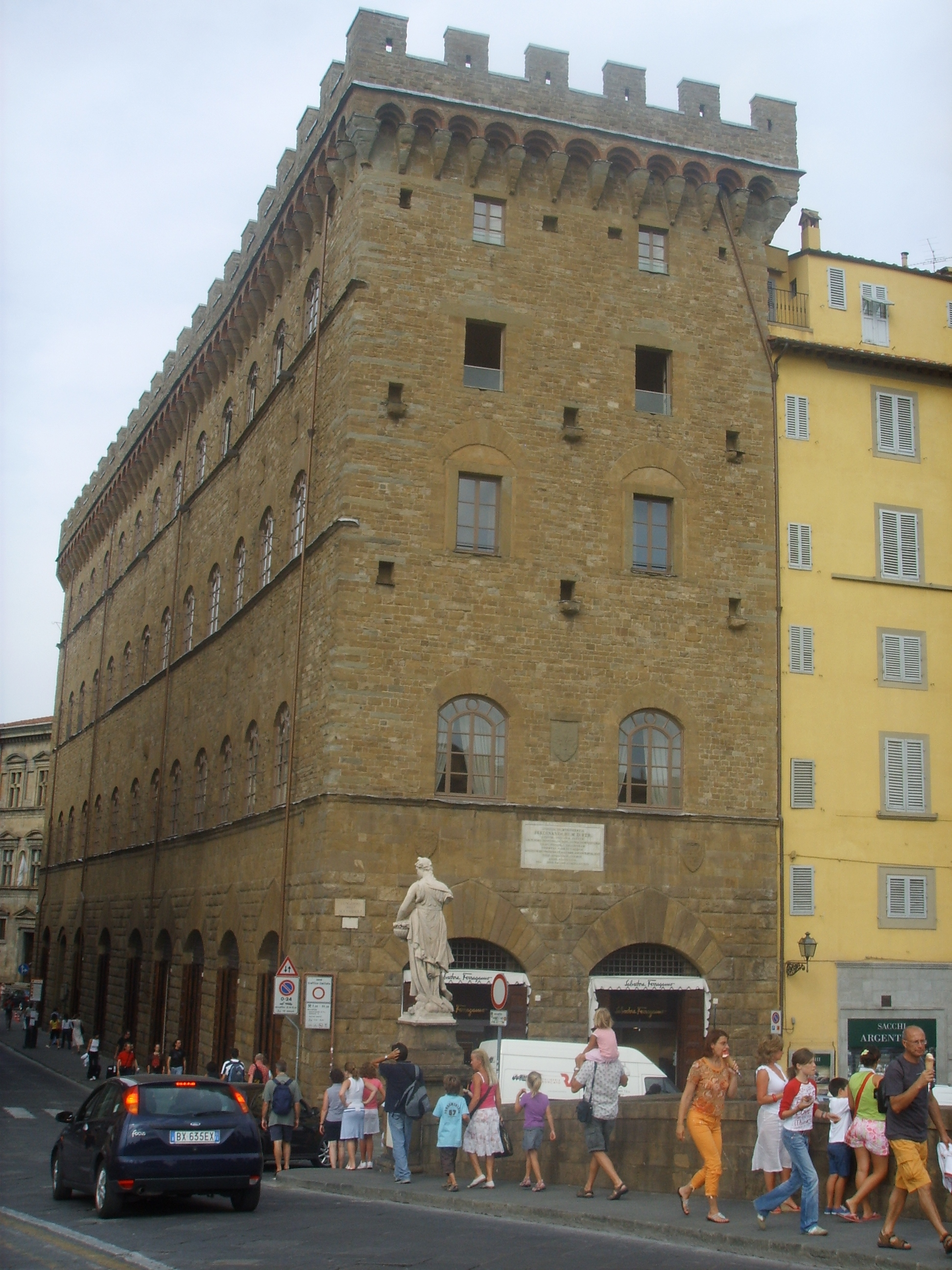
Palazzo Spini Feroni

Ez a cikk Firenze jelentősebb palotáit sorolja fel, ábécérendben, az utca vagy tér megnevezésével, ahol állnak.
| Palota neve                          | Utca, tér                          |
| ------------------------------------ | ---------------------------------- |
| Palazzo degli Albizi                 | Borgo Albizi                       |
| Palazzo degli Alessandri             | Borgo Albizi                       |
| Palazzo Altoviti                     | Borgo Albizi                       |
| Palazzo dell’Antella                 | Piazza di Santa Croce              |
| Palazzo Antinori                     | Piazza Antinori                    |
| Palazzo dell'Arte della Lana         | Via dell'Arte della Lana           |
| Bargello                             | Via del Proconsolo                 |
| Palazzo Bartolini Salimbeni          | Piazza Santa Trinita               |
| Palazzo di Bianca Cappello           | Via Maggio                         |
| Palazzo del Circolo dell’Unione      | Via Tornabuoni                     |
| Palazzo Borghese                     | Via Ghibellina                     |
| Palazzo Budini Gattai                | Via de' Servi                      |
| Palazzo dei Capitani di Parte Guelfa | Piazza di Parte Guelfa             |
| Palazzo Cartelloni                   | Via Sant'Antonino                  |
| Palazzo Capponi                      | Via G. Capponi                     |
| Palazzo Corsini                      | Lungarno Corsini                   |
| Palazzo della Crocetta               | Piazza della Santissima Annunziata |
| Palazzo Davanzati                    | Via Portarossa                     |
| Palazzo Feroni-Spini                 | Piazza Santa Trinita               |
| Palazzo Gianfigliazzi                | Lungarno Corsini                   |
| Palazzo Gondi                        | Via de' Gondi                      |
| Palazzo Guadagni                     | Piazza di Santo Spirito            |
| Palazzo Guicciardini                 | Lungarno Guicciardini              |
| Palazzo Larderel                     | Via Tornabuoni                     |
| Palazzo Medici-Riccardi              | Via Cavour                         |
| Palazzo Minerbetti                   | Via Tornabuoni                     |
| Palazzo Nonfinito                    | Via del Proconsolo                 |
| Palazzo Pandolfini                   | Via San Gallo                      |
| Palazzo Pazzi                        | Borgo Albizi                       |
| Palazzo Pazzi-Quaratesi              | Via del Proconsolo                 |
| Palazzo Pitti                        | Piazza Pitti                       |
| Palazzo Portinari-Salviati           | Via del Corso                      |
| Palazzo Rosselli-Del Turco           | Borgo Santi Apostoli               |
| Palazzo Rucellai                     | Via della Vigna Nuova              |
| Palazzo di San Firenze               | Piazza di San Firenze              |
| Palazzo Strozzi                      | Piazza Strozzi                     |
| Palazzo Strozzi del Poeta            | Via Tornabuoni                     |
| Palazzo degli Uffizi                 | Piazzale degli Uffizi              |
| Palazzo Uguccioni                    | Piazza della Signoria              |
| Palazzo Vecchio                      | Piazza della Signoria              |
| Palazzo Vitali                       | Borgo Albizi                       |